# 최대성 (가수)
최대성(1987년 4월 13일 ~ )은 대한민국의 트로트 가수다. 2018년 정규 앨범 [그림자/밤안개/미안해 당신]으로 데뷔했다.

## 방송
- K트롯 서바이벌 골든마이크 (2019) - Top14
- 홍디션 (2019) - Top13
- 콘테스트M (2020) - 금상
- 내일은 미스터트롯 (2020) - Top30(24위)
- 미스터트롯2 - 새로운 전설의 시작 (2022) - Top73

## 음반
- 제14회 현인가요제 기념음반 (2018)
- 그림자/밤안개/미안해 당신 (2018)
- 내일은 미스터트롯 데스매치 PART2 (2020)
- 내일은 미스터트롯 스페셜 반주 MR 2 (2020)
- 혹시(Hoxy) (2021)

## 수상
- 대한민국연예예술상 성인가요부문 신인상 (2021)
- 현인가요제 대상 (2018)
- 제천박달가요제 대상 (2017)